# Biais d'autosélection
En statistiques, un biais d'autosélection peut se produire lorsque les individus formant les échantillons à comparer n'ont pas été assignés aléatoirement mais ont choisi eux-mêmes d'appartenir à tel ou tel à quel groupe. Par exemple, dans un essai clinique évaluant l'efficacité de deux traitements (A vs. B), on prendra soin d'éviter que les individus traité par A n'avaient pas au préalable des caractéristiques qui leur ont fait préférer ce traitement A plutôt que le B. Si, par exemple, leur état était moins sévère, on pourrait conclure à tort que A est plus efficace que B.
Cette source d'erreur est particulièrement critique dans les situations où l'on peut supposer que certaines caractéristiques des individus peuvent les avoir incités à choisir l'un des groupes plutôt que les autres, comme cela peut être le cas en sociologie, en psychologie ou en économie. Le biais d'autosélection aboutit donc à un échantillon biaisé de la population étudiée.
En sociologie, ces termes désignent aussi le processus par lequel certaines dispositions peuvent conduire tel ou tel individu à se lancer dans telle ou telle carrière professionnelle et, notamment en criminologie, le fait de suivre une trajectoire criminelle plutôt que non.
En écologie cette question essentielle, et épineuse du fait de la diversité des types de protocoles couramment employés par les observatoires de l'environnement, fit le sujet d'une monographie fondamentale du professeur de biologie américain Stuart H. Hurlbert en 1984, traitant des pseudoréplications.